# Município de Anderson (condado de Hamilton, Ohio)
Localização do Ohio nos E.U.A.
O município de Anderson (em inglês: Anderson Township) é um município localizado no condado de Hamilton no estado estadounidense de Ohio. No ano 2010 tinha uma população de 43446 habitantes e uma densidade populacional de 537,84 pessoas por km².

## Geografia
O município de Anderson encontra-se localizado nas coordenadas 39° 05′ 18″ N, 84° 21′ 15″ O. Segundo a Departamento do Censo dos Estados Unidos, o município tem uma superfície total de 80.78 km², da qual 78.65 km² correspondem a terra firme e (2.64%) 2.13 km² é água.

## Demografia
Segundo o censo de 2010, tinha 43446 pessoas residindo no município de Anderson. A densidade de população era de 537,84 hab./km².